# Rites
Rites från 1998 är ett dubbelalbum av den norske saxofonisten Jan Garbarek.

## Låtlista
Låtarna är skrivna av Jan Garbarek om inget annat anges.
Cd 1
1. Rites – 8:28
2. Where the Rivers Meet – 7:02
3. Vast Plain, Clouds – 5:55
4. So Mild the Wind, So Meek the Water – 6:12
5. Song, Tread Lightly – 7:45
6. It's OK to Listen to the Gray Voice – 6:45
7. Her Wild Ways – 6:45

Cd 2
1. It's High Time – 3:35
2. One Ying for Every Yang – 6:37
3. Pan – 6:13
4. We Are the Stars – 5:04
5. The Moon over Mtatsminda (Jansug Kakhidze) – 4:0
6. Malinye (Don Cherry) – 6:23
7. The White Clown – 3:48
8. Evenly They Dance – 5:18
9. Last Rite – 8:25

## Medverkande
- Jan Garbarek – sopran- och tenorsax, synthesizer, slagverk
- Rainer Brüninghaus – piano (spår 1:4, 6, 7), keyboards (1:3, 6, 2:2, 7)
- Bugge Wesseltoft – synthesizer (spår 1:1, 2:1, 8, 9), accordion (spår 2:6)
- Eberhard Weber – bas (spår 1:3, 4, 6 ,7, 2:2, 7)
- Manu Katché – trummor (spår 1:3, 4, 6, 7, 2:2, 7)
- Marilyn Mazur – trummor (spår 1:3, 4, 6, 7, 2:2, 6, 7), slagverk (spår 1:2, 5)
- Tbilisi Symfoniorkester under ledning av Jansug Kakhidze (spår 2:5)
- Jansug Kakhidze – sång (spår 2:5)
- Sølvguttene – gosskör under ledning av Torstein Grythe (spår 2:4)

## Listplaceringar i Norden
| Lista (1997–98) | Topplacering |
| --------------- | ------------ |
| Norge           | 6            |